# 공갈포
공갈포(恐喝砲)란 야구에서 홈런이나 장타를 많이 치지만 타율이나 출루율이 좋지못한 타자를 가리키는 단어이다.

## 설명
공갈포는 의도적으로 단타를 주로 노리는 교타자와 반대되는 야구 용어이며 이런 유형의 야구 선수들은 대체적으로 홈런이나 장타에 더 무게를 두며 영웅 스윙을 하는 경우가 많다. 공갈포의 유형이 되는 타자는 주로 중심 타선에서 많이 포진되어 있는 경우가 많다. 하지만 타자가 홈런이나 장타 양산만 잘하는 것이 아니라 출루율이나 타율까지 좋다면 이는 OPS 히터라고 하며 이런 유형의 타자들은 공갈포 유형의 타자들보다 더욱 좋은 평가를 받는다. 또한 홈런이나 장타를 많이 양산하면서 출루율이 떨어져도 타율이 괜찮은 유형의 타자는 공갈포라고 부르지않으며 반대로 홈런이나 장타를 많이 양산하면서 타율이 떨어져도 출루율이 괜찮은 유형의 타자여도 공갈포라고 부르지 않는다.

## 같이 보기
- 홈런
- 장타
- 타자